# 워터폰

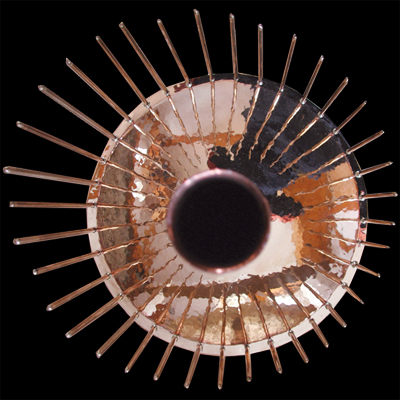
워터폰

워터폰(waterphone), 오션 하프(ocean harp), 아쿠아소닉 워터폰(AquaSonic waterphone)은 스테인리스강 공명기 원판이 있고 그 가운데 손잡이가 있으며 원판의 가장자리에 각기 다른 길이와 지름의 철사들이 있는, 불협화음을 내는 체명악기의 일종이다. 이 공명기는 약간의 물이 포함될 수 있으며, 이 때 워터폰에서 강렬한 천상의 소리가 나는 까닭에 영화 사운드트랙, 레코드 음반, 라이브 공연에 등장하고 있다. 이 악기는 1968년~1969년 사이 리처드 워터스에 의해 개발되었다.
워터폰은 1960년대 초에 발명가가 마주한 티베트 드럼으로부터 영향을 받은 현대적 발명품으로, 이 또한 적은 양의 물을 넣어 음색에 영향을 주었다. 공명기와 네일, 원판을 사용한 네일 바이올린과도 관련이 있다.

## 이용
워터폰은 여러 박물관과 갤러리에 전시되고 있으며 샌프란시스코의 공영 텔레비전에서 방영되는 "Art Notes", 단편 영화 "Celestial Wave"를 포함한 여러 짧은 다큐멘터리의 주제이다. 최근 10년 이상 워터폰은 교향곡, 공연 밴드, 레코드 스튜디오에서 인기를 끌고 있다. 악보에 워터폰의 일부를 작곡한 컨템포러리 클래식 작곡가들로는 Sofia Gubaidulina,제리 골드스미스, John Mackey, Christopher Rouse, Colin Matthews, John Woolrich, Carson Cooman, Andi Spicer, 루도비코 에이나우디, Andrew Carter, Beaver & Krause의 Bernie Krause, Todd Barton를 포함한다.
이 악기는 또한 록 음악가들에 의해서도 눈에 띄게 사용된다. 톰 웨이츠는 미키 하트처럼 워터폰 수집자이자 연주자이다.

## 같이 보기
- 유리 하모니카